# علم وظائف الأعضاء البيئي
علم وظائف الأعضاء البيئي أو علم البيئي الفيزيولوجي هو تخصص بيولوجي يدرس تكيف وظائف أعضاء الكائن الحي مع الظروف البيئية. يرتبط بشكل وثيق بعلم وظائف الأعضاء المقارن وعلم وظائف الأعضاء التطوري. يُستخدم مصطلح علم قوانين الحياة الذي صاغه إرنست هيكل أحياناً كمرادف.

## النباتات
يهتم علم وظائف الأعضاء البيئي لدى للنباتات إلى حد كبير بموضوعين: الآليات (كيف تستشعر النباتات التغيرات البيئية وتتكيف معها) والقياس أو التكامل (كيفية تنسيق الاستجابات للظروف شديدة التغير بين بعضها البعض، على سبيل المثال، التدرجات من أشعة الشمس الكاملة إلى 95% من الظل في فيء الأشجار) وكيف يمكن فهم تأثيرها الجماعي على نمو النبات وتبادل الغاز بناءً على هذا الأساس.
في كثير من الحالات، تكون الحيوانات قادرة على الهروب من العوامل البيئية غير المواتية والمتغيرة مثل الحرارة أو البرد أو الجفاف أو الفيضانات. في حين أن النباتات غير قادرة على التحرك وبالتالي يجب أن تتحمل الظروف المعاكسة أو ستموت (الحيوانات تذهب إلى أماكن، النباتات تنمو في أماكن). لذا فإن النباتات تكيفية النمط الظاهري وتمتلك مجموعة مذهلة من الجينات التي تساعد على التأقلم ضمن الظروف المتغيرة. يمكن تفسير امتلاك هذا العدد الكبير من الجينات جزئياً بأن الأنواع النباتية تُضطر إلى التكيف مع مجموعة أوسع من الظروف.

### الطعام
كما هو الحال بالنسبة لجميع العوامل غَير المتعلقة بالحياة، يمكن أن تكون شدة الضوء (الإشعاع) دُوَيْنَ الأَمْثَل ومفرطة. تعد شدة الضوء مكوناً مهماً في تحديد درجة حرارة أعضاء النباتات (مخزون الطاقة). يفيد منحنى استجابة الضوء للتركيب الضوئي الصافي بشكل خاص في تحديد درجة تحمل النباتات لشدات الضوء المختلفة.
يحصل الضوء دُوَيْنَ الأَمْثَل (الظل) عادةً عند قاعدة مظلة نباتية أو ضمن بيئة حرجية. تملك النباتات المقاومة للظل مجموعة من القدرات التكيفية لتساعدها على البقاء ضمن كميات ونوعيات الضوء المتغيرة ضمن البيئة الظليلة.
يحدث التعرض الزائد للضوء في قمم المظلات الشجرية وعلى أرض مفتوحة عندما يكون الغطاء السحابي منخفضًا وزاوية ذروة الشمس منخفضة. يحدث هذا عادة في المناطق المدارية وعلى ارتفاعات عالية. يمكن أن يؤدي تعرض الورقة النباتية الزائد للضوء إلى التثبيط والتلاشي الضوئي. تملك النباتات المتكيفة مع البيئات عالية الإضاءة مجموعة واسعة من القدرات التكيفية لتجنب أو تبديد الطاقة الضوئية الزائدة، بالإضافة إلى الآليات التي تقلل من مقدار الضرر الناتج.
درجة الحرارة
يمكن للنباتات إنتاج بروتينات مختلفة كاستجابة لدرجات الحرارة الزائدة. هذا يحميها من الآثار الضارة لتشكيل الجليد والمعدلات المنخفضة من تحفيز الإنزيمات عند درجات الحرارة المنخفضة ومن تَمَسُّخ الأنزيمات وزيادة معدلات التنفس الضوئي في درجات الحرارة المرتفعة. عند انخفاض درجات الحرارة يزداد إنتاج البروتينات المضادة للتجمد ومضادات التجفاف. بينما عند ارتفاع درجات الحرارة تزداد معدلات إنتاج بروتينات الصدمة الحرارية. تؤدي اختلالات الاستقلاب المرتبطة بدرجات الحرارة المتطرفة إلى تراكم أنواع الأكسجين التفاعلية والتي يمكن مواجهتها من قبل الآليات المضادة للأكسدة. تتأثر أغشية الخلايا أيضاً بالتغيرات في درجة الحرارة ويمكن أن تؤدي إلى فقدان الأغشية لخصائصها السائلة وتصبح هلامية الطبيعة عند درجات الحرارة المنخفضة أو أن تصبح راشحة عند درجات الحرارة المرتفعة. هذا من شأنه أن يؤثر على حركة المركبات عبر الغشاء. لمنع هذه التغيرات تقوم النباتات بتغير بنية أغشيتها. عند درجات الحرارة المنخفضة يمكن إضافة المزيد من الحموض الدسمة غير المشبعة في الغشاء، وعند درجات الحرارة المرتفعة يمكن إضافة المزيد من الحموض الدسمة المشبعة.
بإمكان النباتات اجتناب ارتفاع درجات الحرارة من خلال تقليل كمية ضوء الشمس الممتصة وزيادة التأثر بالعوامل المبردة كالرياح والنتح. يمكن تقليل كمية ضوء الشمس الممتصة من خلال الشعيرات الورقية العاكسة والشمع والقشارة. هذه المعالم شائعة جداً في المناطق الجافة الدافئة بحيث يمكن رؤية هذه الموائل مثل «منظر طبيعي فضي» بحيث ينتشر الضوء قبالة المظلات. يمكن لبعض الأنواع مثل المعطفية الفرفرية تحريك أوراقها وتوجيهها طوال اليوم بحيث يتم اجتناب أشعة الشمس. كانت معرفة هذه الآليات أساسية للتكاثر بهدف تحمل الإجهاد الحراري في النباتات الزراعية.
يمكن للنباتات تجنب التأثير الكامل لدرجات الحرارة المنخفضة من خلال تغيير مناخها الأصغري. على سبيل المثال، يُقال إن نباتات الرولة الموجودة في المرتفعات النيوزيلندية تشبه «خروف الخضروات» إذ تشكل كتلًا ضيقة شبيهة بالوسادات لعزل الأجزاء النباتية الأضعف وحمايتها من الرياح الباردة. طُبق المبدأ ذاته في الزراعة من خلال استخدام اللدائن البلاستيكية لعزل المناطق النامية من المحاصيل في المناخ البارد وذلك بهدف تعزيز نمو النباتات.

### المياه
نقص المياه أو الفائض منها من شأنه أن يُحدث ضرراً في النباتات. نقص المياه يؤدي إلى تجفاف الأنسجة وبالتالي قد تموت النباتات. إن أصبحت التربة مغمورة بالمياه ستصبح لا أكسجينية (مستويات منخفضة من الأكسجين) ما قد يقتل جذور النباتات.
تعتمد قدرة النباتات على الوصول إلى الماء على بنية جذورها وعلى الإمكانات المائية لخلايا الجذور. عندما يكون محتوى الماء في التربة منخفضاً وذلك بهدف الحفاظ على تدفق المياه إلى الجذور وبقاء الأوراق مرتفعة. تسمح هذه الآلية المذهلة للنباتات برفع المياه حتى 120 مترًا عن طريق تسخير التدرج الناتج عن النتح من الأوراق.